# Nowokuńce
Nowokuńce (lit. Navakonys) − wieś na Litwie, w rejonie solecznickim, 4 km na wschód od Podborza, zamieszkana przez 100 ludzi. Przed II wojną światową w Polsce, w powiecie lidzkim województwa nowogródzkiego.